# Khemed
Khemed és un país imaginat per Hergé que apareix o s'esmenta en diversos àlbums de les seves aventures de Tintín.
Khemed és un emirat àrab situat a la península aràbiga, a les costes del Mar Roig. Ric en petroli, està sacsejat constantment per les lluites entre l'emir Mohammed Ben Kalish Ezab i el seu adversari, el xeic Bab el-Ehr, en les quals intervenen les companyies petrolieres, que donen suport a un o altre. L'emir té la seva residència a Hasch El Hemm, però la capital i ciutat principal és Wadesdah, el principal port de la qual és Khemkhah.
Apareix per primera vegada a Tintín al país de l'or negre. Més tard, a Stoc de Coc, el xeic Bab el-Ehr ha pres el poder i el país es veu immers en una trama de tràfic d'esclaus on participen el mateix xeic, Rastapopoulos i la companyia Arabair.